# سآخذ فرصي (فلم)
سآخذ فرصي هو فيلم رومانسي نيجيري صدر عام 2011 من إخراج إميم إسونغ وإخراج ديزموند أليوت ومن بطولة إيني إيدو وبراين أوكوارا وجيدي كوسوكو وغيرهم. يتناولُ الفيلم قضايا الشعوذة والسحر وكذا حريّة الرقص في المجتمع النيجيري، وقد عُرض لأول مرةٍ في أويو بولاية اكوا ايبوم في الرابع والعشرين من أيلول/سبتمبر 2011 قبل إصداره بشكل عامٍ وعالمي في الرابع والعشرين من شباط/فبراير 2012 وقُوبل بمراجعات نقدية مختلطة ما بين متوسّطة وسلبية. حصل الفيلم على خمسة ترشيحات في حفل توزيع جوائز أكاديمية الأيقونات الذهبية (بالإنجليزية: Golden Icons Academy) لعام 2012 فحازَ على جائزة أفضل تصميمٍ للأزياء كما نال ثلاثة ترشيحات في جوائز بيست أوف نوليود (بالإنجليزية: Best of Nollywood) لعام 2012 فحصلَ على جائزة أفضل فيلمٍ مُعدّل.

## القصّة
يُسافر إيشوكوكو (يلعبُ دوره الممثل برايان أوكوارا) وصديقته جيزيل (تلعبُ دورها الممثلة آشليغ كلارك) إلى لاغوس من الولايات المتحدة للحصولِ على فرصةٍ من أجل إبراز مهاراتهما في الرقص لكنهما قوبلا بخيبة أملٍ بعد مشاركتهما في العديد من الاختبارات دون أن يتمُّ اختيارهما. على الجانبِ الآخر، يأخذُ رجلٌ عجوزٌ يُدعى إكين (يلعبُ دوره الممثل سام لوكو إيفي) ابنتهُ إدارا (تلعبُ دورها الممثلة إيني إيدو) وهي فتاةٌ قرويةٌ تستمتعُ بالرقصِ كثيرًا يأخذها إلى القس قلقًا من سلوكها مع تزايدِ شكّهِ في أنها قد تكون ممسوسة. تكشفُ كاهنة القرية في نهاية المطاف أن إدارا يجب أن تُصبح الكاهنة التالية للقرية خشية وقوعِ كارثةٍ في القرية بأكملها.
يلتقي إيشوكوكو الذي يخدمُ الآن في قرية ويبدأ في حضور جلسات الرقص التقليدي بإيدارا فيُفتن بمدى روعة رقصها، ثمّ تتطور علاقتهما بسرعة إلى أن يقعا في حبَ بعضهما البعض وهو ما يتسبَّبُ في توتر العلاقة بين إيشوكوكو وصديقتهِ الأولى جيزيل. تبدأُ معاناة إدارا عند الرقص حيثُ تسقط على الأرض غائبةً عن الوعي فيُذهب بها من جديدٍ للضريح قبل أن تستسلم لقدرها وتُقرر اتباع التقاليد والعادات فتُصبح كاهنة رغم المحاولات الكثيرة لإيشوكوكو لإقناعها بخلاف ذلك.
بعد جهدٍ طويلٍ في الإقناع، تُقرّر إدارا في النهاية السفر معَ إيشوكوكو إلى لاغوس لكنّ كاهنة القرية وبمساعدةٍ من طاقهما تُحاول منعها ثمّ ينجحُ الاثنان في نهاية المطاف في الهرب. من جهةٍ أخرى، يزدادُ التوتر بين جيزيل وإيشوكوكو حينما تلحظُ الأولى مدى التقارب بين الاثنين إلى اليومِ الذي تشهدهما وهما يقبّلان بعضهما البعض في غرفةٍ ما فتتحوّل الأمور بين الحبيبين القديمينِ إلى حرب.
يندلعُ وباءٌ في إيكوت أوياي (قرية إدارا) ويبدأ الناس في الموت، فيُعتقد أن الآلهة غاضبون ويجب على إدارا العودة على وجهِ السرعة والامتثال لطلبِ الكاهنة من أجل إنقاذ الناس، لكنها لا تفعلُ في النهاية حيثُ تُفضّل المشاركة في مسابقة رقصٍ على الامتثال لطلبات القرويين فتفوزُ إدارا بالمسابقة مع باقي فريقها. يتَّضِحُ في خاتمة الفيلم أن وفاة القرويين نجمت عن الأسمدة المسمومة التي أُعطيت لهم من قِبل مرشح مجلس الشيوخ وليس بسبب عصيان إدارا.

## طاقم التمثيل
| - إيني إيدو في دور إدارا - بريان أوكوارا في دور إيكيتشوكو أوكيريك - أشلي كلارك في دور جيزيل | - سام لوكو إيفي في دور الرئيس إيكبين - جيدي كوسوكو في دور الوزير - إيني إيكبي في دور والدة إدارا | - أبيولا سيغون في دور ويليامز - موسى أرمسترونج في دور المسؤول - إيكيني نكانغا في دور رئيس الكهنة |

## الإنتاج
كان فيلم سآخذ فرصي أكبر فيلمٍ خرج من دار إنتاج أكاديمية الفنون الملكية من حيث الميزانية ومدخلات الإنتاج في وقت صدوره. لطالما أرادت المنتجة أن تصنعَ أفلامًا تتمحورُ حول الرقص وهو تخصصها الدراسي لكنها لم تجد السيناريو الصحيح. تقول: «هذا المشروع عزيزٌ على قلبي.» جديرٌ بالذكرِ هنا أنّ الراقصة الكندية آشلي كلارك قد نُقلت من الولايات المتحدة فقط لغرض هذا الفيلم، الذي صُوّرت معظم مشاهده في أكوا إيبوم وقد تلقى فريق وطاقم العمل حبًا ودعمًا كبيرًا من المجتمع أثناء تصويره. كان الفيلمُ من آخر الأفلام التي صورها سام لوكو إيفي حيث تُوفيَّ قبل الإفراج عنه وقد خُصّص جزءٌ من الفيلمِ تكريمًا له ولمشواره الفنّي.

## الإفراج
نُشر الإعلان الترويجي للفيلم في الثامن من أيّار/مايو 2011، وعُرض الفيلم لأولِ مرةٍ في أويو بولاية أكوا إيبوم في الرابع والعشرين من أيلول/سبتمبر 2011. كشفَ إيميم إيسونج أن قرار عرض الفيلم في أكوا إيبوم يرجعُ إلى حقيقة أن الفيلم تم تصويره هناك ويعرضُ ثقافة المنطقة كخلفيّةٍ للقصة، لذلك فهو «عرضُ تضامنٍ مع أهل أكوا إبوم الطيبين.» جديرٌ بالذكرِ هنا أنه تمَّ تحديدُ شهر أيلول/سبتمبر للعرض الأول للفيلم لأنه الشهر الذي تمَّ فيه إنشاء ولاية أكوا إيبوم. تضمن العرض الأول فيلمًا وثائقيًا قصيرًا عن الراحل سام لوكو إيفي الذي لعب دور البطولة في الفيلم لكنه توفي قبل إصداره. عُرض الفيلم لأولِ مرةٍ في لاجوس (وتُكتب أيضًا لاغوس) في الرابع والعشرين من شباط/فبراير 2012 قبل الانتقال إلى العرض المسرحيّ العام. وَرَدَ أن القاعتين المستخدمتين لعروض الفيلم في العرض الأول في لاغوس كانتا مزدحمتين، حيث كان على بعض الأشخاص الذين أرادوا مشاهدة الفيلم بأي ثمن الوقوف بينما جلسَ البعضُ الآخر في طوابق على مقربةٍ من القاعة، وعُرض الفيلم أيضًا في مدينتين في إيطاليا الذي يُعتبر سوقًا غير تقليديًا بالنسبة للسينما النيجيريّة.

## الاستقبال

### الاستقبال النقدي
تلقى الفيلم آراء نقدية مختلطة ما بين متوسّطة إلى سلبية، فموقع نوليود ريفنتد (بالإنجليزية: Nollywood Reinvented) قيّمَ الفيلم بنسبة 37% مُشيرًا إلى أنّ الإخراج كان بمثابة نكسةٍ كبيرةٍ للفيلم، لكنّه أشاد بأداء إيني إيدو مؤكّدًا على أنها الشخص الذي جمع كل المهارات معًا مُنتقدًا أداء أشلي كلارك، كما أشادَ بمجموعات الرقص موُضّحًا: «لقد كانت قصة جيدة. كان لها بداية ولها نهاية ... يحتوي الفيلمُ على بعض الأشياء التي قد لا تتوافق بشكل جيد مع بعض المشاهدين.» أثنى فيكتور أولاتوي من جوائز نوليوود ونقاد السينما الأفريقية على الموسيقى والرقص والكوريغرافيا ولكنه وصفَ السيناريو بالمتوسط مُعلّقًا: «تطرَّقَ فيلمُ أنا سآخذ فرصي إلى قضايا مثل الخيارات المهنية والمعتقدات المحلية والسياسة والوقوع في الحب والأبوة ... أُعطيه ثلاث نجوم من خمسة على اعتبارِ أنّ الدراما في الفيلمِ كانت متوسطة لكنَّ الرقص الجيّد غطَّى على ذلك.» يعتقدُ ويلفريد أوكيشي من يا نايجا (بالإنجليزية: YNaija) أن الخطأ في الفيلم يكمنُ في مفهومه وعلق قائلاً: «ديزموند إليوت هو على رأس الدفة وبينما يكون اتجاهه سلسًا ومثيرًا في بعض النقاط إلَّا أن السيناريو أضاع كلّ شيء! ...  مثل جميع الأفلام من اسطبل أكاديمية الفنون الملكيّة، يتمُّ تقديم حبكة فرعية غير ضرورية وغير مرتبة وهي تؤدي إلى نهاية مرتبطة بشكل أخرق. من أجل استمرارِ هذه الأكاديمية عليهم أن يفعلوا ويعملوا أكثر  فالجمهور يستحقُّ أفضل من هذا وكذلك هم.»

### الجوائز
رُشِّحَ فيلمُ سآخذ فرصتي للمنافسة على خمسِ فئاتٍ في حفل توزيع جوائز أكاديمية الأيقونات الذهبية لعام 2012 بما في ذلك فئةُ أفضل فيلم وفاز بجائزة فيلم أفضل تصميمٍ للأزياء، كما رُشِّحَ للمنافسة على ثلاث فئاتٍ في حفلِ جوائز بيست أوف نوليود لعام 2012 فحصَلَ على جائزة أفضل فيلم معدل.
| الجائزة                                    | الفئة               | المُرشَّح/ة                   | النتيجة |
| ------------------------------------------ | ------------------- | -------------------------- | ------- |
| جوائز أكاديمية الأيقونات الذهبية لعام 2012 | أفضل صورة متحركة    | ديزموند إليوت              | رُشِّح     |
| جوائز أكاديمية الأيقونات الذهبية لعام 2012 | أفضل ممثل صاعد/واعد | بريان اوكوارا              | رُشِّح     |
| جوائز أكاديمية الأيقونات الذهبية لعام 2012 | أفضل منتج           | إيميم إيسونج               | رُشِّح     |
| جوائز أكاديمية الأيقونات الذهبية لعام 2012 | أفضلُ تصميمٍ للأزياء  | أنجيل نواكيبي وأوبيجي أورو | فوز     |
| جوائز أكاديمية الأيقونات الذهبية لعام 2012 | أفضل صوت            | أديوي                      | رُشِّح     |
| جوائز بيست أوف نوليوود لعام 2012           | أفضل ممثل واعد      | بريان                      | رُشِّح     |
| جوائز بيست أوف نوليوود لعام 2012           | أفضل فيلم معدل      | فيكتور إيهي أميدو          | فوز     |
| جوائز بيست أوف نوليوود لعام 2012           | أفضل تصميمٍ للأزياء  | أنجيل نواكيبي وأوبيجي أورو | رُشِّح     |